# جانیس (میسیسیپی)
جانیس (به انگلیسی: Janice) یک منطقهٔ مسکونی در ایالات متحده آمریکا است که در میسیسیپی قرار دارد. جانیس ۷۱٫۹۳ متر بالاتر از سطح دریا واقع شده‌است.